# Villavieja del Lozoya
Villavieja del Lozoya ist eine Gemeinde (municipio) mit 324 Einwohnern (Stand: 2024) in der Autonomen Gemeinschaft Madrid im Zentrum Spaniens. 

## Lage und Klima
Villavieja del Lozoya liegt etwa 58 Kilometer nördlich von Madrid in einer Höhe von ca. 1070 m.

## Bevölkerungsentwicklung
| Jahr      | 1970 | 1981 | 1991 | 2001 | 2011 | 2021 |
| Einwohner | 285  | 161  | 158  | 185  | 288  | 276  |

## Sehenswürdigkeiten
- Kirche der Unbefleckten Empfängnis (Iglesia de Immaculada Concepción)
- Ruine der Dreifaltigkeitskirche

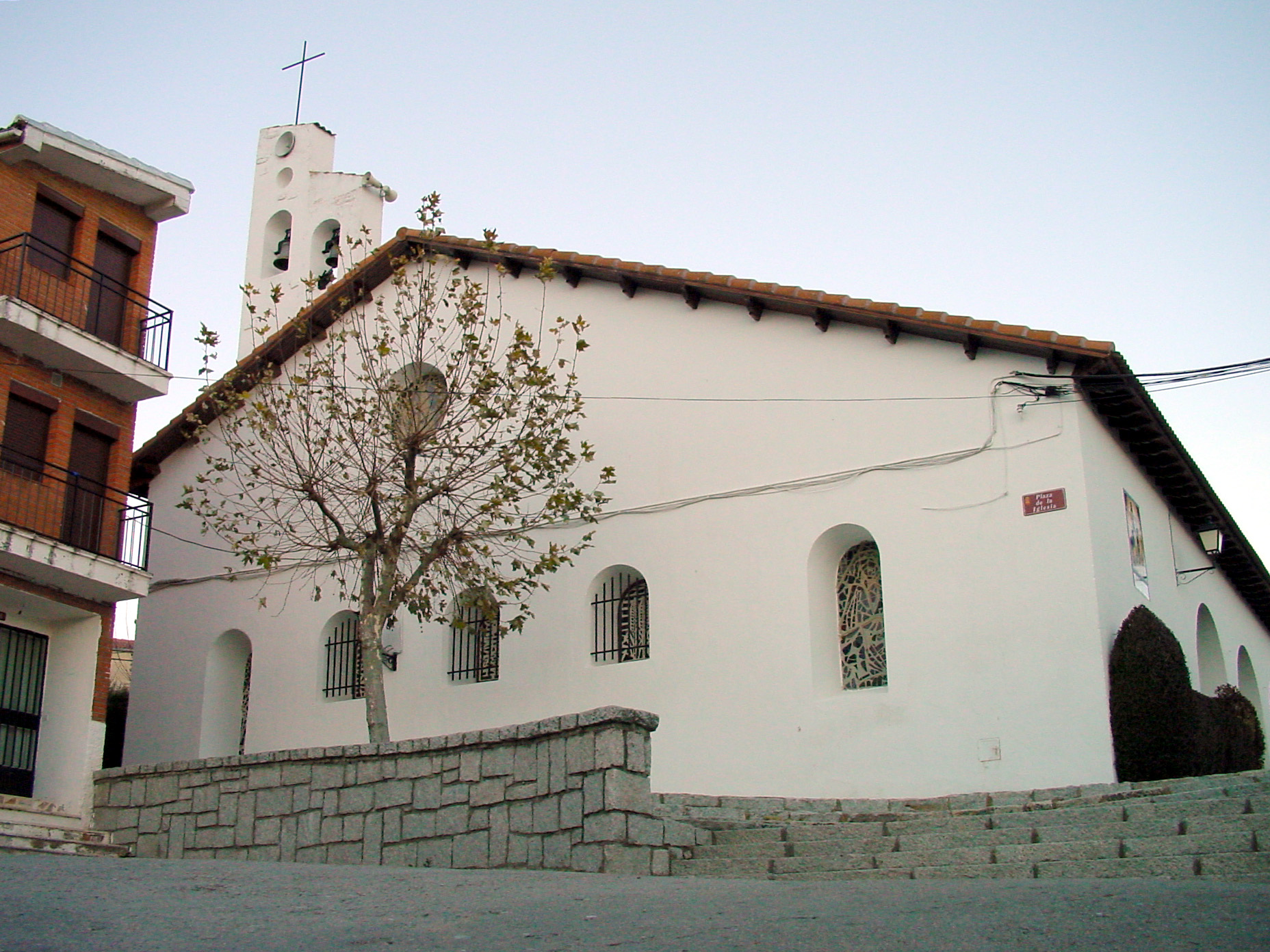
Kirche der Unbefleckten Empfängnis
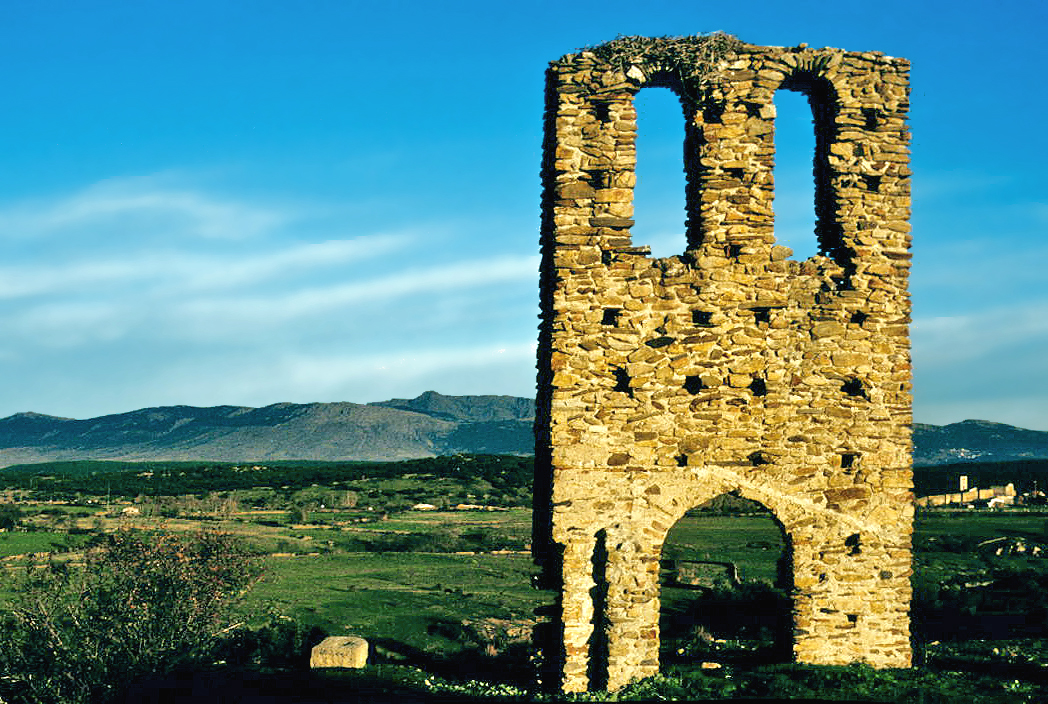
Ruine der Dreifaltigkeitskirche